# Iota Antliae
Iota Antliae (ι Ant, ι Antliae) é uma estrela na constelação de Antlia. Tem uma magnitude aparente de +4,60, sendo visível a olho nu. Com base em medições de paralaxe, está a aproximadamente 190 anos-luz (58 parsecs) da Terra. A classificação estelar de Iota Antliae é K1 III, indicando que é uma estrela evoluída que está agora em sua fase de gigante. É uma estrela que funde hélio em seu núcleo e pertence ao ramo evolucionário red clump.